# Hangyeong-myeon
Hangyeong-myeon (koreanska: 한경면) är en socken i Sydkorea. Den ligger i kommunen Jeju i provinsen Jeju, i den södra delen av landet, 500 km söder om huvudstaden Seoul. 
Hangyeong-myeon ligger på norra delen av ön Jeju cirka 35 km väster om öns huvudort Jeju.